# West Malvern
West Malvern est une paroisse civile et un village du Worcestershire, en Angleterre.